# فرانک والاس (فوتبال)
فرانک والاس (انگلیسی: Frank Wallace؛ ۱۵ ژوئیهٔ ۱۹۲۲ – ۱۳ نوامبر ۱۹۷۹) یک بازیکن فوتبال اهل ایالات متحده آمریکا بود.
وی همچنین در تیم ملی فوتبال ایالات متحده آمریکا بازی کرده است.